# Scheibe-Alsbach
Pour les articles homonymes, voir Scheibe et Alsbach.
Scheibe-Alsbach était une municipalité indépendante de l'Arrondissement de Sonneberg, dans le sud du land de Thuringe en Allemagne, de 1924 à 2012. Le 31 décembre 2012 elle a été rattachée à la ville de Neuhaus am Rennweg dont elle forme aujourd'hui un quartier.

## Histoire
Une manufacture de porcelaine y est créée en 1835 Porzellanmanufaktur Scheibe-Alsbach, spécialisée dans la représentation de personnages historiques de la période napoléonienne.

## Références

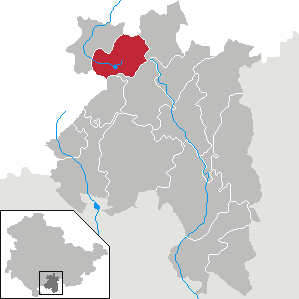
Localisation de l'arrondissement de Scheibe-Alsbach dans le land de Thuringe